# 仇夢台
仇梦台（？—？），號泰符，南直隶徽州府歙县匠籍。

## 生平
万历四十三年（1615年）乙卯科应天乡试举人，四十七年（1619年）己未科進士，初授平乡县知縣，三韩用兵，檄征车铁，咄嗟立办，先期驰纳，未尝敛民间一钱。会山东白莲教乱起，蹂躏曹、滕，震逼长垣，乃调梦台于长垣，至则增陴浚隍，缮兵布諜，渠寇于丁栾等望风远遁，长垣安堵。入计考最，得户部山西司主事。寻榷淮安清江厂税，梦台为参新旧，酌存减收，税时一一验放，并立木榜以示，使吏不敢欺商，永著为令。两载足额，余溢悉解佐边。积劳成疾，卒于官邸。

## 家族
曾祖仇貴宗。祖仇积晟。父仇顯栢。